# هارفي داهل
هارفي داهل (بالإنجليزية: Harvey Dahl)‏ هو لاعب كرة قدم أمريكية أمريكي، ولد في 24 يونيو 1981 في فالون في الولايات المتحدة.

## وصلات خارجية
- هارفي داهل على موقع مرجع كرة القدم المحترفة.كوم (الإنجليزية)